# Помаже Бог
Помаже Бог или Помоз Бог  је традиционални српски поздрав који користе Срби. Ова фраза се сматра еквивалентом поздрава „здраво” или „добар дан”. Типичан одговор на поздрав је „Бог ти помогао”.